# Hotelkæde
En hotelkæde er en forretningskæde med flere relaterede hoteller. Den kan være ejet af samme virksomhed, den kan bestå af samarbejdende virksomheder, eller den kan være relateret gennem franchise-aftaler.

## Største hotelkæder
| Plads | Hotelkæte                          | Hjemland       | Antal værelser (2018) |
| ----- | ---------------------------------- | -------------- | --------------------- |
| 1     | Marriott International             | USA            | ca. 1.317.368         |
| 2     | JinJang International Hotel Group  | Kina           | ca. 941.794           |
| 3     | Hilton                             | USA            | ca. 912.960           |
| 4     | InterContinental Hotels Group      | Storbritannien | ca. 836.541           |
| 5     | Wyndham Hotel Group                | USA            | ca. 809.900           |
| 6     | Accor                              | Frankrig       | ca. 703.806           |
| 7     | Choice Hotels International        | USA            | ca. 569.108           |
| 8     | Oyo Hotels & Homes                 | Indien         | ca. 515.144           |
| 9     | Huazhu Group (China Lodging Group) | Kina           | ca. 422.747           |
| 10    | BTG Hotels Group                   | Kina           | ca. 397.561           |
| 11    | Best Western                       | USA            | ca. 295.849           |
| 12    | GreenTree Hospitality Group        | Kina           | ca. 221.529           |
| 13    | Hyatt                              | USA            | ca. 208.297           |
| 14    | Dossen International Group         | Kina           | ca. 199.042           |
| 15    | G6 Hospitality                     | USA            | ca. 123.162           |
| 16    | Qingdao Sunmei Group               | Kina           | ca. 121.483           |
| 17    | Aimbridge Hospitality              | USA            | ca. 102.786           |
| 18    | Magnuson Worldwide                 | USA            | ca. 94.386            |
| 19    | RLH Corp.                          | USA            | ca. 85.700            |
| 20    | Meliá Hotels International         | Spanien        | ca. 83.253            |